# Mimudea misturalis
Mimudea misturalis là một loài bướm đêm trong họ Crambidae.